# Paul Morand
Paul Morand, född 13 mars 1888 i Paris, död 24 juli 1976 i Paris, var en fransk författare.

## Biografi
Morand var till yrket diplomat med befattningar i Rom, Madrid och senare i Orienten. Efter första världskriget började Morand författa skildringar av samtidslivet. Kall cynisk iakttagelse, stiliserad i ett djärv bildspråk, utmärker novellsamlingarna Ouvert la nuit (1922) och Fermé la nuit (1923, svensk översättning "Nätter", 1932). Han nervösa berättarkonst fick en tillsats av humor i romanen Lewis et Irène (1924) och i senare reseskildringar eller av reseintryck mättade romaner ger det pessimistiska vika för ett mer nyktert reportage som i Bouddha vivant (1927, svensk översättning 1928), Champions du monde (1930) och Rococo (1933).